# Malaja Purga-i járás
A Malaja Purga-i járás (udmurtul Пичи Пурга ёрос [Picsi Purga jorosz], oroszul Малопургинский район [Malopurginszkij rajon]) Oroszország egyik járása Udmurtföldön. Székhelye Malaja Purga.

## Népesség

A Malaja Purga-i járás térképe

- 2002-ben 31 558 lakosa volt, melynek 78,1%-a udmurt, 17,8%-a orosz, 2,4%-a tatár.
- 2010-ben 33 058 lakosa volt, melyből 24 705 fő udmurt, 6 114 orosz, 1 073 tatár, 182 örmény, 127 mari stb.